# 3147 Саманта
3147 Саманта (енгл. 3147 Samantha) је астероид главног астероидног појаса чија средња удаљеност од Сунца износи 2,624 астрономских јединица (АЈ).
Апсолутна магнитуда астероида је 13,7.